# Brussol
Brussol (en italien, Bruzolo) en Val de Suse est une commune italienne de la ville métropolitaine de Turin dans la région Piémont en Italie.

## Administration
| Période                                  | Période  | Identité       | Étiquette    | Qualité |
| ---------------------------------------- | -------- | -------------- | ------------ | ------- |
| 14 juin 2004                             | En cours | Mario Richiero | lista civica |         |
| Les données manquantes sont à compléter. |          |                |              |         |

### Hameaux
Bruzolo Stazione, Fabbrica, Grisoglio, Piai

## Histoire
Le château de Brussol a été fondé par la famille de Bertrand en 1227. Le 25 avril 1610 y est signé le traité de Brussol entre Henri IV de France et le duc Charles-Emmanuel Ier de Savoie.

## Communes limitrophes
Ussel, Condoue, Chanoux, Saint-Didier, Saint-Joire